# Чёбинское сельское поселение
Чёбинское сельское поселение — муниципальное образование в составе Медвежьегорского района Республики Карелия Российской Федерации. Административный центр — деревня Чёбино.

## Население
| 2009 | 2010 | 2012 | 2013 | 2014 | 2015 | 2016 |
| ---- | ---- | ---- | ---- | ---- | ---- | ---- |
| 345  | ↘324 | ↘295 | ↘278 | ↘268 | ↘243 | ↘221 |
| 2017 | 2018 | 2019 | 2020 | 2021 | 2023 |      |
| ↗222 | ↗225 | ↘216 | ↘207 | ↘176 | ↘134 |      |

## Населённые пункты
В состав сельского поселения входит 11 населённых пунктов:
| №  | Населённый пункт    | Тип населённого пункта | Население |
| -- | ------------------- | ---------------------- | --------- |
| 1  | Большая Сельга      | посёлок                | ↘0        |
| 2  | Загубье             | деревня                | →0        |
| 3  | Карельская Масельга | деревня                | ↘4        |
| 4  | Карзикозеро         | деревня                | ↗6        |
| 5  | Кумса-2             | посёлок                | ↘83       |
| 6  | Мяндусельга         | деревня                | ↘0        |
| 7  | Остречье            | деревня                | ↘14       |
| 8  | Падун               | посёлок                | ↘72       |
| 9  | Покровское          | деревня                | ↗5        |
| 10 | Семчезеро           | деревня                | →0        |
| 11 | Чёбино              | деревня                | ↘94       |